# Novarupta
El Novarupta (en rus: Вулкан Новарупта, literalment "nova erupció") és un volcà que es va formar el 1912. Es troba a la península d'Alaska, formant part de la serralada Aleutiana, dins el Parc i Reserva Nacionals de Katmai, a uns 470 km al sud-oest d'Anchorage. Es va formar durant la major erupció volcànica del segle XX fins a la del Pinatubo. El Novarupta va llançar 30 vegades més volum de magma que l'erupció del Saint Helens el 1980.

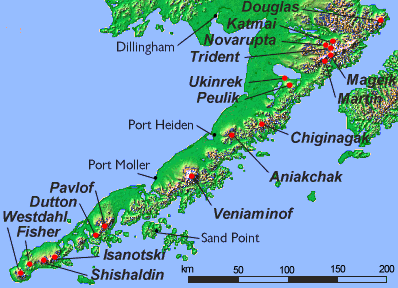
Mapa mostrant el volcans d'Alaska.

## L'erupció de 1912
L'erupció del Novarupta començà el 6 de juny de 1912 i culminà amb una sèrie de violentes erupcions de l'original volcà Novarupta. Considerada una erupció amb un Índex d'explosibilitat volcànica de grau 6, les posteriors 60 hores d'erupció van emetre de 13 a 15 km³ de magma, 30 vegades més que en l'erupció del Saint Helens de 1980. El magma estava compost per riolites, dacites i andesites i va donar lloc a més de 17 km³ de fluxos de tuf i aproximadament 11 km³ de cendres. Durant el segle XX sols l'erupció del mont Pinatubo de 1991, a les Filipines va tenir una magnitud semblant; el Pinatubo va emetres 11 km³ de tefra.
Almenys dues erupcions més grans es van produir durant el segle xix: l'erupció de 1815 del Mont Tambora (150 km³ de tefra) i l'erupció de 1883 del Krakatau a Indonèsia (20 km³ de tefra).
L'erupció d'una gran quantitat de magma de sota la zona del mont Katmai va donar lloc a la formació d'un túnel de ventilació de 2 quilòmetres d'ample en forma d'embut i el col·lapse del cim del mont Katmai, creant una caldera de 600 metres de profunditat per entre 3 i 4 quilòmetres d'amplada.
L'erupció va acabar amb l'extrusió d'un dom de lava de riolita que tapà la xemeneia. El dom de lava de 90 metres d'altura i 360 d'amplada i la caldera que es va crear van donar lloc a la configuració actual del Novarupta.
Tot i la magnitud de l'erupció no es van registrar morts directes.

## Vall de les deu mil fumaroles

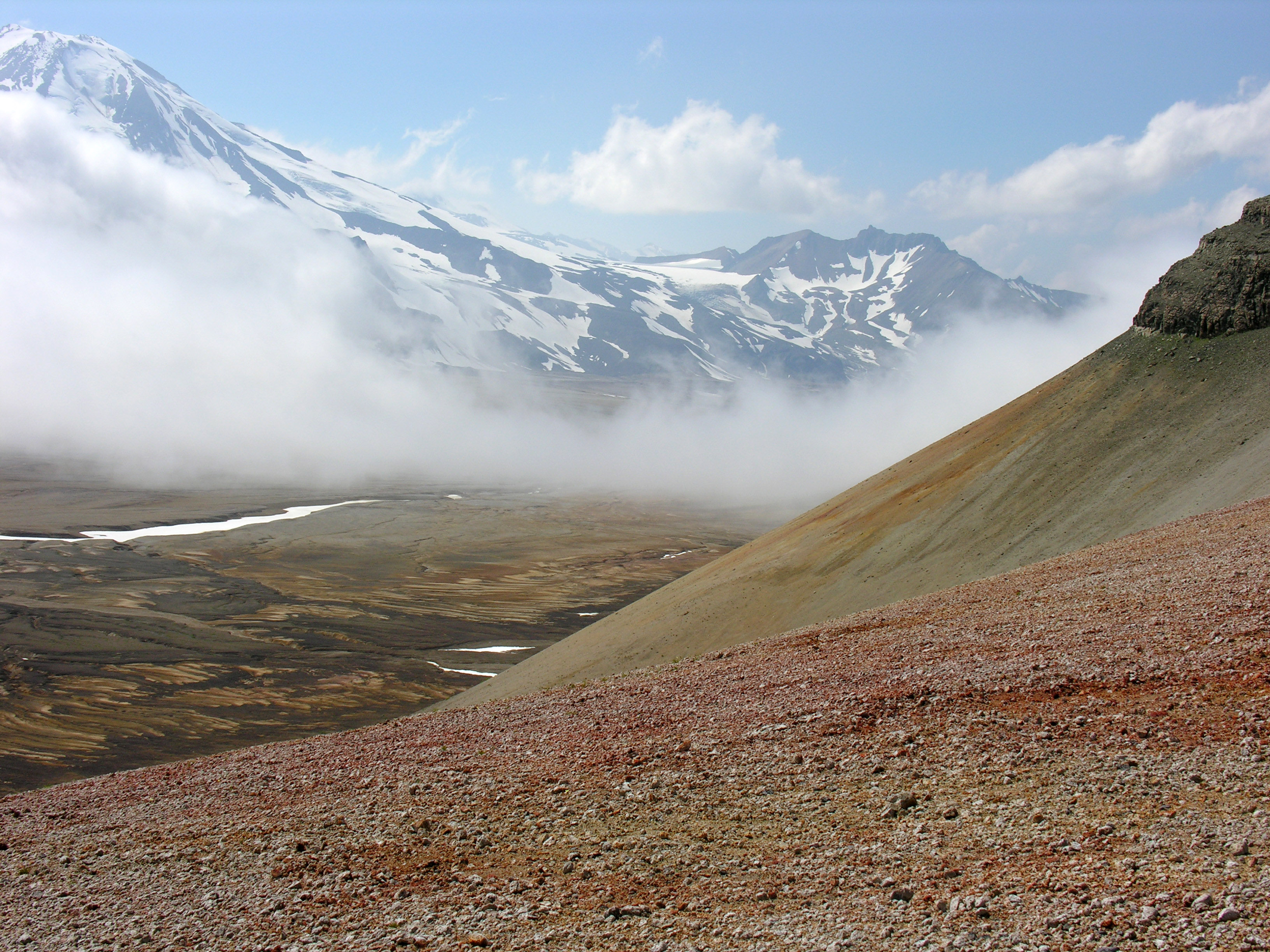
Cendra acolorida a la Vall de les deu mil fumaroles

Els fluxos de cendra piroclàstics durant l'erupció formaren el que fou anomenat la Vall de les deu mil fumaroles (Valley of Ten Thousand Smokes) pel botànic Robert F. Griggs, el qual explorà les seqüeles de l'erupció per la National Geographic Society el 1916.
L'erupció que va donar lloc a la Vall de les deu mil fumaroles és una de les poques en la història que han produït soldats de tuf, produint nombroses fumaroles que van perdurar una quinzena d'anys.

## Parc i Reserva Nacionals de Katmai
Establert com Parc Nacional i Reserva el 1980, Katmai es troba a la península d'Alaska, al davant de l'illa Kodiak, uns 470 km al sud-oest d'Anchorage. L'àrea va ser designada inicialment com a Monument Nacional el 1918 per protegir l'àrea del voltant de l'erupció del Novarupta de 1912 i els 104 km², d'entre 30 i 210 m de gruix de flux piroclàstic de la Vall de les deu mil fumaroles.